# Wohn- und Wirtschaftsgebäude Lange Straße 11
Das Wohn- und Wirtschaftsgebäude Lange Straße 11 (privates Heimatmuseum als John-Wagener-Haus) in der niedersächsischen Gemeinde Geestland, Ortsteil Sievern, im Landkreis Cuxhaven, stammt aus der zweiten Hälfte des 19. Jahrhunderts.
Aktuell (2024) wird es als Wohnhaus und Museum genutzt.
Das Gebäude steht unter Denkmalschutz (siehe auch Liste der Baudenkmale in Geestland).

## Beschreibung
Das Dorf Sievern brannte 1857 fast vollständig ab. Der Wiederaufbau geschah planmäßig entlang der Straßen Schlipp und Lange Straße mit giebelständigen Backsteinbauten.
Das eingeschossige giebelständige Gebäude in Backstein als Zweiständer-Hallenhaus, mit reetgedecktem Satteldach, mit Steilgiebel und der regionaltypischen späteren (nach 1857) Verbretterung im oberen Giebeldreieck sowie der Grooten Door mit Korbbogen und mit rundbogigen Mistgangtüren und Fenstern, wurde 1692 gebaut (Kerngerüst erhalten), 1850 (Inschrift) erneuert und erhielt wohl um 1857 nach dem Brand die Backsteinaußenwände.
Auf der Hofanlage stehen weitere nicht denkmalgeschützte Gebäude.
Das Landesdenkmalamt befand u. a.: „… aus geschichtlichen und städtebaulichen Gründen wegen des orts- und siedlungsgeschichtlichen, gebäudetypischen, straßen- und ortsbildprägenden Zeugniswerts …“
John-Andreas Wagener, auch John Wagener (1816–1876), war ein Auswanderer, General der Konföderierten Staaten von Amerika und ab 1871 Bürgermeister von Charleston (South Carolina). Er verhalf deutschen Einwanderern durch Erschaffen zahlreicher Vereine, der Herausgabe einer deutschen Zeitung, durch den Bau einer deutschen Kirche mit Schule und durch den Erwerb fruchtbaren Farmlandes sich zu einer Gemeinschaft zusammenzuschließen; nach ihm wurde 1994 das Heimatmuseum John-Wagener-Haus benannt.
Siehe auch: Wohn- und Wirtschaftsgebäude Lange Straße 13